# Сакимори
Сакимори (яп. 防人, «охранники») — солдаты охранных войск в древней Японии VII—X веков. Сформированы наспех японским правительством для охраны Западной Японии от возможного вторжения союзной китайско-корейской армии государств Тан и Силла после поражения японо-корейских войск в битве при Пекганг в 663 году. Размещались на севере острова Кюсю, островах Ики и Цусима.

## История
В VII веке сакимори набирались из представителей разных провинций Японии, но с 730 года стали формироваться исключительно из выходцев с Восточной Японии, преимущественно современного региона Канто. Руководство ими осуществлял «глава сакимори» (яп. 防人司, сакимори-но-цукаса), который подчинялся главному региональному правительству Западной Японии — Дадзайфу. Этот глава отвечал за составление и хранение солдатских списков, оружия, провизии и тренировку подчинённых. Служба в рядах сакимори длилась 3 года на основе общевойсковой повинности.
На протяжении IX века войска сакимори неоднократно распускались из-за отсутствия внешней угрозы. Они окончательно прекратили своё существование в начале X века.
Сакимори оставили после себя след в японской литературе. Старейшая японская антология японской поэзии «Манъёсю» содержит несколько стихотворений, составленных этими солдатами. Их произведения были обобщены под названием «песни сакимори» (яп. 防人歌, сакимори-но-ута). Главная тема «песен» — тоска по родине и семье на чужбине.
Образ сакимори как защитников родины активно использовался японской пропагандой во время Второй мировой войны.